# Confédération française des travailleurs chrétiens
Die Confédération française des travailleurs chrétiens (CFTC) (Französischer Bund christlicher Arbeiter) ist ein französischer Gewerkschaftsbund christdemokratischer Ausrichtung mit derzeit etwa 130.000 Mitgliedern. Die CFTC ist Mitglied des  Internationalen Gewerkschaftsbundes (IGB) und des  Europäischen Gewerkschaftsbundes (EGB). In der Mitgliederliste des IGB wird die Mitgliedschaft mit 140.000 angegeben (Stand: November 2017).

## Geschichte
Gegründet wurde der Verband 1919 durch den Zusammenschluss von 321 Gewerkschaften. Die Programmatik lehnte sich an die katholische Soziallehre gemäß der Enzyklika Rerum Novarum von Papst Leo XIII. an. Daher wurde eine Revolution, als deren Instrument sich der kommunistische Konkurrenzverband CGT sah, von der CFTC stets zugunsten von Reformen abgelehnt. 1964 entschied sich eine Mehrheit der Mitglieder der CFTC für die Säkularisierung und die Umbenennung in Confédération française démocratique du travail CFDT. Etwa zehn Prozent der Mitglieder verließen daraufhin die Organisation und gründeten die CFTC neu.

## Politische Ausrichtung
Die CFTC steht politisch weiter rechts als die CFDT, seine Wähler stehen meist christdemokratischen und konservativen Politikern nahe, etwa der ehemaligen UDF bzw. heutigen UMP. Sie ist der einzige Gewerkschaftsbund Frankreichs, dessen Mitglieder bei der französischen Präsidentschaftswahl 2002 überdurchschnittlich oft für den rechtsextremen Kandidaten Le Pen stimmten. Er erhielt von ihnen im ersten Wahlgang 19 % der Stimmen im Gegensatz zu 39 % für den konservativen Kandidaten Jacques Chirac und nur 3 Prozent für den sozialistischen Kandidaten Lionel Jospin. Im Jahr 2012 erklärten 42 % seiner Mitglieder, ihre Stimme Nicolas Sarkozy gegeben zu haben im Gegensatz zu 20 % für François Hollande und jeweils 12 % für François Bayrou und Marine Le Pen.